# Западен парк (София)
Вижте пояснителната страница за други значения на Западен парк.
Западен парк е вторият по площ парк в София, простиращ се на 2,16 кв. км.
Разположен е между кварталите Западен парк (преди „Христо Михайлов“), Люлин, Факултета, Красна поляна 1, Захарна фабрика и Гевгелийски. Попада в столичните райони „Илинден“ и „Красна поляна“. През парка тече Суходолската река и минава жп линията за Югозападна България и Гърция. На парка е кръстена и намиращата се под булевард „Царица Йоанна“ метростанция. Паркът има много входове, но главният вход е откъм булевард „Сливница“.
Западният парк е частично осветен и с обновена инфраструктура след тригодишен ремонт (2018 – 2021) като част от главните алеи са все още в недобро състояние. Чакълестите алеи в близост до сп. Орион са асфалтирани. Благоустроена е частта в район „Илинден“ с плочкова настилка, докато частта в район „Красна поляна“ е лесопаркова, без асфалтирани алеи. В края на парка (между „Суходол“ и жк. „Люлин 6“) се намира местността Смърдана.
|                   | Люлин • Смърдана • Друмо • Модерно предградие • Захарна фабрика |                                                               |
| – Суходол Равнище |                                                                 | Захарна фабрика Света Троица Илинден Гевгелийски Западен парк |
|                   | – • Факултета • Западен парк • Гевгелийски • Илинден            |                                                               |